# Ato jurídico perfeito
O ato jurídico perfeito é aquele já realizado, acabado segundo a lei vigente ao tempo (tempus regit actum) em que se efetuou, pois já satisfez todos os requisitos formais para gerar a plenitude dos seus efeitos, tornando-se portanto completo ou aperfeiçoado. Sua importância para o direito é a proteção dada à pessoa da imutabilidade da situação jurídica que de boa-fé foi realizada dentro dos parâmetros legais quando sobrevém nova lei. Para seu estudo deve-se trabalhar com o que se chama de direito intertemporal, direito adquirido em sentido amplo, com o princípio da segurança jurídica e, no Brasil, com a Lei de Introdução às normas do Direito Brasileiro, além da fonte constitucional.
Apesar da previsão na Lei de introdução, a questão é de teoria geral do direito, aplicando-se a todos os ramos do direito, sobretudo em direito material (direito civil, direito administrativo, direito comercial ou empresarial, direito previdenciário, direito do trabalho, entre outros).

## Exemplo
A lei prevê que o prazo para se contestar uma ação é de 15 dias. Posteriormente, surge uma lei dizendo que o prazo é de 5 dias, mas o ato que já foi praticado na lei vigente de 15 dias não será afetado.

## Exemplo 2
Um indivíduo se aposenta em janeiro de 2008, com 35 anos de serviço, passando a vigorar, em fevereiro, uma lei que estabeleça um tempo de serviço de 40 anos necessário à aposentadoria. Além de ser um direito adquirido do indivíduo, sua aposentadoria é um ato jurídico perfeito. Ainda nesse sentido, pode-se afirmar que um indivíduo que iria se aposentar em março de 2008, de acordo com a nova lei, terá de trabalhar por mais 5 anos para obter, os  benefícios da aposentadoria.
Se a lei muda para 10 dias e hoje é o décimo dia, pode-se ir amanhã e alegar o prazo de um dia do lançamento da lei.